# Девід Девіс (британський політик)
Девід Майкл Девіс (англ. David Michael Davis; нар. 23 грудня 1948, Йорк, Англія) — британський політик-консерватор, член парламенту від округу Haltemprice and Howden з 1987. В уряді Терези Мей — колишній міністр у справах виходу Великої Британії з Європейського Союзу.
У 2003–2008 рр. він був міністром внутрішніх справ у тіньовому уряді. Двічі (2001, 2005) намагався стати лідером Консервативної партії, востаннє зазнавши поразки від Девіда Кемерона. 
Відомий прихильник війни з тероризмом і боротьби проти тези глобального потепління. Також послідовно виступає за радикальне зниження податків.

## Біографія
Перші кілька років Девіс провів з бабусею і дідусем у Йорку. Коли його мати одружилася з єврейсько-польським працівником друкарні Рональдом Девісом, вони переїхали до Лондона.
З 1968 по 1971 р. він навчався в Університеті Ворика, який закінчив зі ступенем бакалавра наук. У 1973 р. Девіс також закінчив Лондонську школу бізнесу, з 1984 по 1985 рр. проходив курси управління у Гарварді. Девіс протягом 17 років працював у міжнародній продовольчій компанії Tate & Lyle
9 липня 2018 року пішов у відставку з посади міністра у справах виходу Великої Британії з європейського Союзу.